# Canoagem nos Jogos Pan-Americanos de 2011 - C-1 200 m masculino
A competição do C-1 200 metros masculino foi um dos eventos da canoagem nos Jogos Pan-Americanos de 2011. Foi disputada na Pista de Remo e Canoagem, em Ciudad Guzmán, nos dias 27 e 29 de outubro.

## Calendário
Horário local (UTC-6).
| Data          | Horário | Fase          |
| ------------- | ------- | ------------- |
| 27 de outubro | 12:05   | Eliminatórias |
| 27 de outubro | 13:15   | Semifinal     |
| 29 de outubro | 9:30    | Final         |

## Medalhistas
| Ouro   | CAN Richard Dalton           |
| Prata  | BRA Nivalter Santos de Jesus |
| Bronze | CUB Roleysi Báez             |

## Resultados

### Eliminatórias
Os três melhores em cada bateria se classificaram diretamente para a final e os restantes disputaram a semifinal.
Bateria 1
| Pos. | Canoísta                 | País               | Tempo  | Obs. |
| ---- | ------------------------ | ------------------ | ------ | ---- |
| 1    | Nivalter Santos de Jesus | BRA Brasil         | 40.449 | QF   |
| 2    | Andrés Lazo              | ECU Equador        | 41.703 | QF   |
| 3    | Álvaro Torres            | CHI Chile          | 41.945 | QF   |
| 4    | Alejandro Royo           | MEX México         | 42.222 | QS   |
| 5    | Robert Finlayson         | USA Estados Unidos | 43.931 | QS   |

Bateria 2
| Pos. | Canoísta         | País          | Tempo  | Obs. |
| ---- | ---------------- | ------------- | ------ | ---- |
| 1    | Richard Dalton   | CAN Canadá    | 40.249 | QF   |
| 2    | Roleysi Báez     | CUB Cuba      | 41.291 | QF   |
| 3    | Ronny Ratia      | VEN Venezuela | 41.607 | QF   |
| 4    | Carlos Escamilla | COL Colômbia  | 43.169 | QS   |
| 5    | Leonardo Niveiro | ARG Argentina | 46.572 | QS   |

### Semifinal
Os três primeiros colocados se classificaram para a final.
| Pos. | Canoísta         | País               | Tempo  | Obs. |
| ---- | ---------------- | ------------------ | ------ | ---- |
| 1    | Alejandro Royo   | MEX México         | 42.223 | QF   |
| 2    | Robert Finlayson | USA Estados Unidos | 43.078 | QF   |
| 3    | Carlos Escamilla | COL Colômbia       | 43.590 | QF   |
| 4    | Leonardo Niveiro | ARG Argentina      | 46.125 |      |

### Final
| Pos.              | Canoísta                 | País               | Tempo  | Obs. |
| ----------------- | ------------------------ | ------------------ | ------ | ---- |
| Medalha de ouro   | Richard Dalton           | CAN Canadá         | 40.333 |      |
| Medalha de prata  | Nivalter Santos de Jesus | BRA Brasil         | 40.619 |      |
| Medalha de bronze | Roleysi Báez             | CUB Cuba           | 41.403 |      |
| 4                 | Ronny Ratia              | VEN Venezuela      | 42.205 |      |
| 5                 | Álvaro Torres            | CHI Chile          | 42.402 |      |
| 6                 | Andrés Lazo              | ECU Equador        | 42.653 |      |
| 7                 | Alejandro Royo           | MEX México         | 42.671 |      |
| 8                 | Robert Finlayson         | USA Estados Unidos | 44.239 |      |
| 9                 | Carlos Escamilla         | COL Colômbia       | 44.372 |      |